# Ruß-Segge
Die Ruß-Segge (Carex fuliginosa) ist eine Pflanzenart aus der Gattung der Seggen (Carex) innerhalb der Familie der Sauergrasgewächse (Cyperaceae). 

## Beschreibung

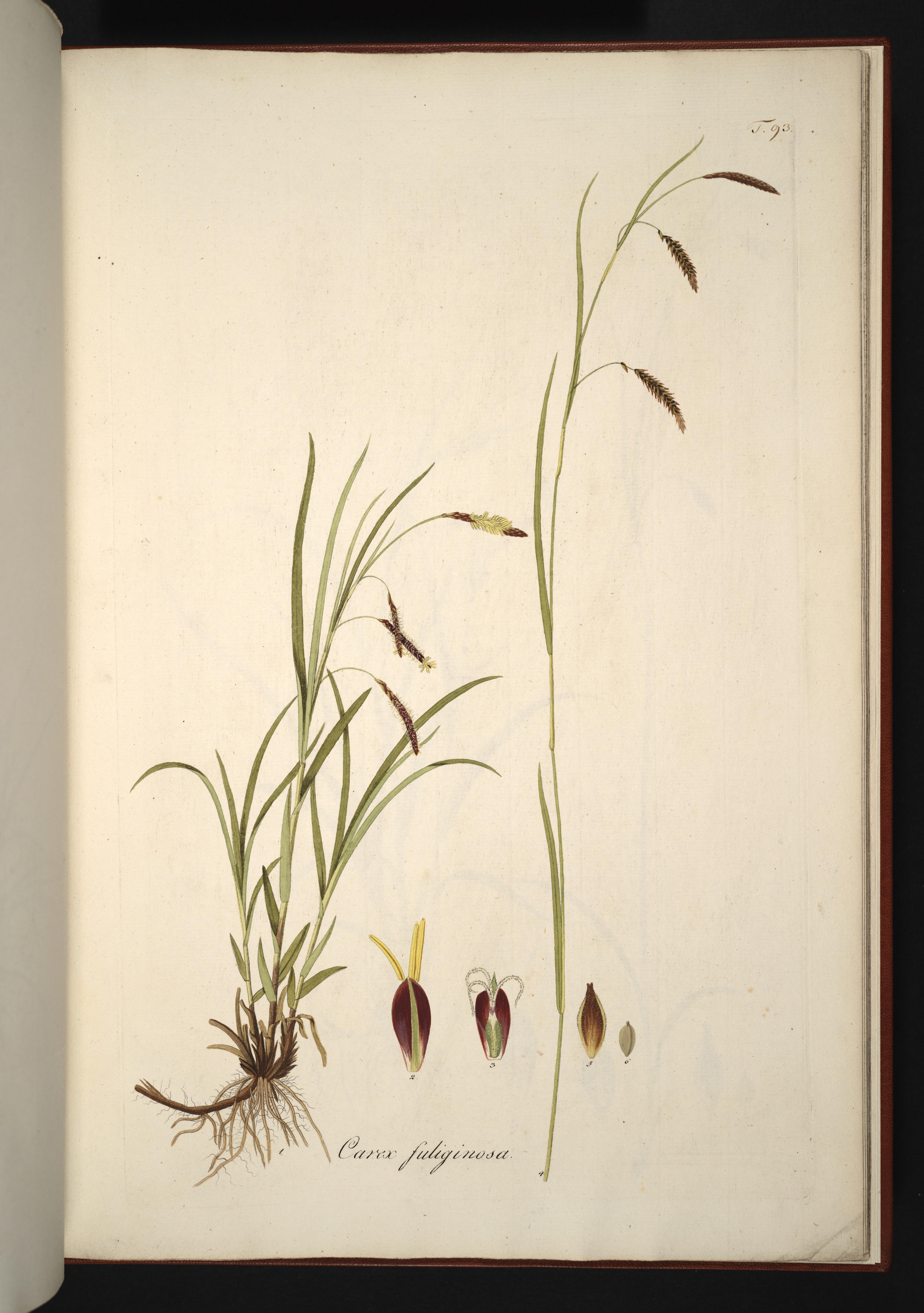
Illustration

### Vegetative Merkmale
Die Ruß-Segge ist eine ausdauernde krautige Pflanze und erreicht Wuchshöhen von 10 bis 30 Zentimetern. Sie wächst dicht horstartig. Die stumpf dreikantigen und maximal leicht rauen Stängel sind nur am Grund beblättert und zwei- bis dreimal so lang wie die Laubblätter. Die grundständigen Blattscheiden sind gelb- bis rötlich-braun, nicht netzfaserig und bleiben erhalten. Die Laubblätter sind 2 bis 4 Millimeter breit. 

### Generative Merkmale
Die Blütezeit reicht von Juni bis August. Die Ruß-Segge ist eine Verschiedenährige Segge. Es gibt zwei bis sechs Ährchen, die gestielt und länglich-eiförmig sind. Alle oder nur die unteren Ährchen stehen entfernt voneinander. Das endständige Ährchen trägt am oberen Ende weibliche, am Grund männliche Blüten. Die seitenständigen Ährchen sind weiblich, haben einen bis 5 Zentimeter langen, haarfeinen Stiel und sind überhängend. Die Ährchen sind bis 25 Millimeter lang und 6 bis 8 Millimeter breit; in Form und Farbe ähneln alle Ährchen einander. Die stumpflichen Tragblätter sind schwarz-violett mit einem schmalen helleren Mittelstreifen und haben einen weißen Hautrand. Der Griffel endet in drei Narben.
Die Schläuche sind bei einer Länge von 4 bis 6 Millimetern sowie bei einer Breite von bis zu 1,5 Millimetern lanzettlich bis eiförmig-lanzettlich und abgeflacht-dreikantig; sie sind kahl, gelb-grün bis rot-braun, nach oben schwarz-braun und in einen helleren, am Rand fein wimperig gesägten Schnabel verschmälert.
Die Frucht ist ellipsoid, dreikantig und gelb-braun bis braun.
Die Chromosomenzahl beträgt 2n = 40.

## Vorkommen
Die Ruß-Segge ist in den subarktischen Regionen und den subalpinen Gebieten der Nordhalbkugel von Nordamerika und Europa südlich bis Korea verbreitet. Sie gilt in Europa als ein submeridional-alpines bis temperat-alpines, subozeanisches Florenelement. Ihr Verbreitungsschwerpunkt in Mitteleuropa sind Ost- und Südalpen. Für die Schweizer Alpen gibt es keine gesicherten Angaben über dortige Fundorte. In Mitteleuropa ist die Ruß-Segge selten, sie bildet aber an ihren Standorten kleinere Bestände. In Deutschland ist sie auf die Berchtesgadener Alpen beschränkt.
Sie wächst auf steinigen, kalkarmen, durchrieselten alpinen Rasen oder durchsickerten Wuchsorten. Sie gedeiht auf steinig-grusigen, nur mäßig basenreichen, stets kalkarmen oder kalkfreien Böden. Die Ruß-Segge wächst in Mitteleuropa an Rinnsalen, Bachufern und auf feuchten Matten der Alpen. Sie kommt in der subalpinen und alpinen Höhenstufe in Höhenlagen zwischen 1700 und 2600 Metern vor.

## Systematik
Carex fuliginosa wurde 1801 von Christian Schkuhr Beschreibung und Abbildung der Theils bekannten, Theils noch nicht beschriebenen Arten von Riedgräsern ..., Band 1, S. 91 erstbeschrieben. Synonyme für Carex fuliginosa Schkuhr sind: Carex frigida var. fuliginosa (Schkuhr) Kunth, Carex frigida Wahlenb. nom. illeg., Carex frigida var. huebneri Hising., Carex fuliginosa var. misandra (R.Br.) O.Lang, Carex fuliginosa subsp. misandra (R.Br.) Nyman, Carex fuliginosa subsp. pronella Printz, Carex misandra R.Br., Carex misandra var. elatior Lange.
Je nach Autor gibt es etwa zwei Unterarten:
- Carex fuliginosa subsp. fuliginosa: Sie kommt nur in Frankreich, Deutschland, der Schweiz, Italien, Österreich, Slowenien, Polen, Slowakei, Rumänien, Bulgarien, der Ukraine, Montenegro und Kosovo vor.[6]
- Carex fuliginosa subsp. misandra (R.Br.) Nyman (Syn.: Carex misandra R.Br., Carex fuliginosa var. misandra (R.Br.) O.Lang): Sie kommt in Europa nur in Norwegen, Schweden, Finnland, Russland, Spitzbergen, Nowaja Semlja und Franz-Josef-Land vor.[6] Es ist allerdings bei manchen Autoren ein Synonym von Carex fuliginosa.[3]